# حصار القسطنطينية (1235)
كان حصار القسطنطينية (1235) حصارًا بلغاريًا نيقيًا مشتركًا على عاصمة الإمبراطورية اللاتينية. حُوصِرَ الإمبراطور اللاتيني جان دي بريين من قِبل الإمبراطور النيقي يوحنا الثالث دوكاس فاتاتزس و‌القيصر إيفان آسين الثاني ملك بلغاريا. بقي الحصار غير ناجح.

## مقدمة
بعد وفاة روبرت دي كورتيناي في عام 1228، تم إنشاء وصية جديدة تحت قيادة جان دي بريين. بعد هزيمة إبيروس الكارثية على يد البلغار في معركة كلوكوتنيتسا، تمت إزالة تهديد إبيروس للإمبراطورية اللاتينية، ليحل محلها نيقية، التي بدأت في الاستحواذ على أراضي في اليونان. أبرم الإمبراطور يوحنا الثالث دوكاس فاتاتزس من نيقية تحالفًا مع بلغاريا، والذي نتج عنه في عام 1235 حملة مشتركة ضد الإمبراطورية اللاتينية.

## الحصار
في عام 1235، أرسل أنجيلو سانودو، الدوق الثاني للأرخبيل، سربًا بحريًا للدفاع عن القسطنطينية، حيث كان الإمبراطور جان دي بريين مُحاصرًا من قِبل يوحنا الثالث دوكاس فاتاتزس، إمبراطور نيقية، و‌إيفان آسين الثاني ملك بلغاريا. لم ينجح الحصار البلغاري النيقي المشترك. تراجع الحلفاء في الخريف بسبب الشتاء القادم. وافق إيفان آسين الثاني وفاتاتزيس على مواصلة الحصار في العام المقبل، لكن الإمبراطور البلغاري رفض فيما بعد إرسال قوات. مع وفاة جان دي بريين في عام 1237، كسر البلغار المعاهدة مع فاتاتزيس بسبب احتمال أن يصبح إيفان آسين الثاني وصيًا على الإمبراطورية اللاتينية. 
من خلال تدخل أنجيلو الإضافي، تم توقيع هدنة بين الإمبراطوريتين لمدة عامين.

## ما بعد الحصار
بحلول عام 1247، كان النيقيون قد حاصروا القسطنطينية بشكل فعال، ولم يكن هناك سوى أسوار المدينة القوية التي تمنعهم، وكانت معركة بيلاجونيا في عام 1258 بمثابة إشارة إلى بداية نهاية الهيمنة اللاتينية في اليونان. وهكذا، في 25 يوليو 1261 مع خروج معظم القوات اللاتينية في الحملة، وجد الجنرال النيقي ألكسيوس ستايجوبولوس مدخلاً غير ودخلها مع قواته، وأعاد الإمبراطورية البيزنطية إلى سيدها، ميخائيل الثامن باليولوج.